# Квинтилиан
Вижте пояснителната страница за други личности с името Квинтилиан.
Марк Фабий Квинтилиан (35 н.е. -96 н.е.) е известен римски реторик. За свой образец приема Марк Тулий Цицерон.

## Живот и творчество
Роден в древния испански град Калагурис (дн. Калаора, провинция Ла Риоха, Испания). 
Подготовката си получава в Рим при Квинт Ремий Палаемон и Гней Домиций Афер. След завръщането в родината си, той придружава, при пътуването му към Рим (68 г.) Галба - прокуратора на Тараконска Испания, заменил наскоро самоубилия се император Нерон. 
В столицата Квинтилиан първоначално работи като адвокат и учител по красноречие; сред учениците му са Плиний Млади и Ювенал. Когато император Веспасиан създава държавни училища по риторика, Квинтилиан е става първият учител по реторика на държавна заплата в Рим. 
След 20 години на преподаване Квинтилиан се оттегля в пенсия. След около 90 н.е. става възпитател на младия император в двора на Домициан, при чието управление, той получава титлата consularia ornamenta, най-високата почест, която може да бъде присъдена на римлянин, нечленуващ в Сената. По това време той вече пише своя шедьовър, Institutio oratoria ("Обучение за оратора") в 12 книги. Започвайки с елементарното образование, трудът систематично анализира цялата сфера на реториката.
Той се придържа към естествен език и критикува изкуствената реторика на времето му. 2 произведения с името Declamationes произлизат от школата на Квинтилиан. Те съдържат колекция от упражнения по красноречие. Учениците трябва да да пишат, в съответствие с тогавашната учебна форма, (която Квинтилиан остро критикува!) по измислен и в повечето случаи абсурден юридически случай по една реч на обвинението и една на защитата. Така те трябва да развият остроумието си и чувството си към езика.
Собствените речи на Квинтилиан и други негови писания са изгубени. Тезите му от труда  'De causis corruptae eloquentiae  (За причините за упадъка на красноречието), могат приблизително да бъдат реконструирани от Institutio и то Dialogus de oratoribus (Диалог за ораторите) на Тацит. Главната му работа, обогатена от големия личен опит на автора, е скъпоценно произведение със силно влияние върху хуманистите от Новото време. Десетата книга дава описание на историята на гръцката и римската литература с балансирана критика. Квалификациите му се ограничават повече до оценяване на практическата полезност за стила ученика по реторика, отколкото на естетическата им стойност.